# Gran Premio del Canada 1982
Il Gran Premio del Canada 1982 è stata l'ottava prova della stagione 1982 del Campionato mondiale di Formula 1. Si è corsa domenica 13 giugno 1982 sul Circuito di Montréal. La gara è stata vinta dal brasiliano Nelson Piquet su Brabham-BMW; per il vincitore si trattò del settimo successo nel mondiale. Ha preceduto sul traguardo l'italiano Riccardo Patrese su Brabham-Ford Cosworth e il britannico John Watson su McLaren-Ford Cosworth. Fu la prima vittoria nel mondiale di Formula 1 per una vettura motorizzata dalla BMW.
La gara venne interrotta, dopo la partenza, a seguito del grave incidente in cui perse la vita Riccardo Paletti, pilota dell'Osella. La gara venne poi ripresa e conclusa sulla distanza originaria.

## Vigilia

### Sviluppi futuri
Prima della gara la Scuderia Ferrari, la Renault e le altre squadre non legate alla Formula One Constructors Association (FOCA) emisero un comunicato in cui esponevano le loro richieste in merito alla riforma del regolamento tecnico. Chiedevano il rispetto del Patto della Concordia fino al termine della stagione 1984, garantivano alcune concessioni sul regolamento stesso e proponevano uno studio sul problema della sicurezza. Le proposte, inizialmente appoggiate dalla stessa FOCA, vennero successivamente rigettate da Bernie Ecclestone, che invece appoggiò le proposte ideate dalla Federazione Internazionale Sport Automobilistico (FISA), fortemente penalizzanti per le vetture dotate di motore turbocompresso. Il presidente della FISA, Jean-Marie Balestre, si disse inoltre pronto a creare un campionato alternativo in caso di mancato accordo.

### Aspetti tecnici
La Brabham affidò nuovamente a Nelson Piquet una vettura a motore BMW, anche se nella gara precedente, a Detroit, il campione del mondo in carica non era riuscito nemmeno a qualificarsi. In caso di problemi però la scuderia era pronta a far competere il brasiliano con un modello dotato del vecchio propulsore Ford Cosworth DFV.

### Aspetti sportivi
Alla vigilia del Gran Premio la televisione tedesca annunciò che non avrebbe più trasmesso le gare di F1 "per non stimolare deteriori emozioni negli spettatori". I responsabili della programmazione avevano infatti stimato che l'interesse per la competizione era legato maggiormente al desiderio di assistere a un incidente che alla gara in sé, adducendo ad esempio l'interesse suscitato tra il pubblico dalle immagini dell'incidente fatale di Gilles Villeneuve.
Il comune di Montréal inoltre dedicò a Gilles Villeneuve il Circuito cittadino che ospitava la gara di Formula 1. La cerimonia ufficiale si tenne al venerdì alla presenza del sindaco Jean Drapeu e di quasi tutti i piloti.
La Toleman disertò anche questo appuntamento, mentre la Scuderia Ferrari proseguì a schierare la sola monoposto numero 28 di Didier Pironi. Il pilota della Theodore Racing Jan Lammers, infortunato nel corso delle prove della gara di Detroit, non fu in grado di prendere parte alla gara canadese; la squadra inizialmente ipotizzò di sostituirlo con Jacques Villeneuve Sr., fratello di Gilles, optando infine per il più esperto Geoff Lees, già iscritto dalla Theodore al Gran Premio di Gran Bretagna 1981, gara a cui poi non prese parte. Lees aveva disputato tre gran premi tra il 1979 e il 1980 con Tyrrell, Shadow ed Ensign.

## Qualifiche

### Resoconto
La prima giornata di prove ufficiali venne caratterizzata dalla pioggia; Manfred Winkelhock uscì rovinosamente di pista e danneggiò la sua vettura, non potendo quindi prendere parte alla sessione ufficiale.
Il più veloce fu Andrea De Cesaris dell'Alfa Romeo, che precedette Keke Rosberg e Didier Pironi. Al termine delle prove vi fu un alterco tra i due piloti brasiliani Raul Boesel e Chico Serra: durante la sessione vi era stata un'incomprensione in pista fra i due, che fece sfiorare l'incidente a Serra. Al rientro ai box quest'ultimo, infuriato, irruppe nel garage di Boesel e  si scatena una rissa con calci e pugni, sedata a fatica dai meccanici e dalle fidanzate dei due piloti.
Le prestazioni di De Cesaris, al sabato, vennero penalizzate da un incidente nelle prove libere, dovuto allo scoppio di uno pneumatico, che provocò dei danni alla vettura. Il francese Didier Pironi conquistò così la sua prima pole position in Ferrari, precedendo le due Renault e Nelson Piquet. Il primo pilota con una vettura a motore aspirato fu Bruno Giacomelli, quinto sulla seconda Alfa Romeo.

### Risultati
I risultati delle qualifiche furono i seguenti:
| Pos | Nº | Pilota             | Costruttore              | Tempo    | Griglia |
| --- | -- | ------------------ | ------------------------ | -------- | ------- |
| 1   | 28 | Didier Pironi      | Ferrari                  | 1'27"509 | 1       |
| 2   | 16 | René Arnoux        | Renault                  | 1'27"895 | 2       |
| 3   | 15 | Alain Prost        | Renault                  | 1'28"563 | 3       |
| 4   | 1  | Nelson Piquet      | Brabham-BMW              | 1'28"663 | 4       |
| 5   | 23 | Bruno Giacomelli   | Alfa Romeo               | 1'28"740 | 5       |
| 6   | 7  | John Watson        | McLaren-Ford Cosworth    | 1'28"882 | 6       |
| 7   | 6  | Keke Rosberg       | Williams-Ford Cosworth   | 1'28"874 | 7       |
| 8   | 2  | Riccardo Patrese   | Brabham-Ford Cosworth    | 1'28"999 | 8       |
| 9   | 22 | Andrea De Cesaris  | Alfa Romeo               | 1'29"183 | 9       |
| 10  | 11 | Elio De Angelis    | Lotus-Ford Cosworth      | 1'29"228 | 10      |
| 11  | 8  | Niki Lauda         | McLaren-Ford Cosworth    | 1'29"544 | 11      |
| 12  | 25 | Eddie Cheever      | Ligier-Matra             | 1'29"590 | 12      |
| 13  | 5  | Derek Daly         | Williams-Ford Cosworth   | 1'29"883 | 13      |
| 14  | 12 | Nigel Mansell      | Lotus-Ford Cosworth      | 1'30"048 | 14      |
| 15  | 3  | Michele Alboreto   | Tyrrell-Ford Cosworth    | 1'30"146 | 15      |
| 16  | 29 | Marc Surer         | Arrows-Ford Cosworth     | 1'30"518 | 16      |
| 17  | 30 | Mauro Baldi        | Arrows-Ford Cosworth     | 1'30"599 | 17      |
| 18  | 31 | Jean-Pierre Jarier | Osella-Ford Cosworth     | 1'30"717 | 18      |
| 19  | 26 | Jacques Laffite    | Ligier-Matra             | 1'30"946 | 19      |
| 20  | 14 | Roberto Guerrero   | Ensign-Ford Cosworth     | 1'31"245 | 20      |
| 21  | 18 | Raul Boesel        | March-Ford Cosworth      | 1'31"759 | 21      |
| 22  | 17 | Jochen Mass        | March-Ford Cosworth      | 1'31"861 | 22      |
| 23  | 32 | Riccardo Paletti   | Osella-Ford Cosworth     | 1'31"901 | 23      |
| 24  | 10 | Eliseo Salazar     | ATS-Ford Cosworth        | 1'32"203 | 24      |
| 25  | 33 | Geoff Lees         | Theodore-Ford Cosworth   | 1'32"205 | 25      |
| 26  | 4  | Brian Henton       | Tyrrell-Ford Cosworth    | 1'32"325 | 26      |
| NQ  | 9  | Manfred Winkelhock | ATS-Ford Cosworth        | 1'32"359 | NQ      |
| NQ  | 19 | Emilio de Villota  | March-Ford Cosworth      | 1'34"045 | NQ      |
| NQ  | 20 | Chico Serra        | Fittipaldi-Ford Cosworth | 1'37"678 | NQ      |

## Gara

### Resoconto

#### L'incidente mortale di Paletti
Al momento del via la Ferrari di Didier Pironi restò ferma sulla griglia di partenza col motore spento; il pilota francese subito alzò il braccio per segnalare il problema a pochi istanti dal semaforo verde. Quasi tutti i piloti riuscirono ad evitare la vettura, ma non coloro che partivano dalle retrovie e avevano la visuale e la traiettoria ostruita dagli altri concorrenti: la vettura numero 28 venne urtata di striscio da Roberto Guerrero e Raul Boesel, che andarono in testacoda; circa al contempo Eliseo Salazar, nel tentativo di evitare la carambola, urtò Geoff Lees, mentre Riccardo Paletti (che essendo scattato dalle retrovie aveva la visuale ostruita dalle altre vetture e non ebbe tempo di reagire) piombò dritto sul retrotreno della Ferrari, tamponandola rovinosamente.
L'avantreno dell'Osella numero 32 si accartocciò, intrappolando Paletti nell'abitacolo e infliggendogli gravi lesioni: il giovane pilota italiano perse subito conoscenza. Pironi uscì immediatamente dalla propria vettura per aiutare il collega insieme ai commissari e ai medici di gara, ma nel giro di pochi secondi la benzina che era fuoriuscita dal serbatoio prese fuoco e la monoposto fu completamente avvolta dalle fiamme. L'azione dei commissari si fece caotica: sebbene avessero a disposizione diversi estintori, alcuni di essi li rivolsero in direzioni sbagliate, sicché Pironi e (tra gli altri) il capomeccanico della Ferrari Tommaso Carletti intervennero sia tentando di correggere l'irrorazione del liquido estinguente, sia anche utilizzando i propri estintori; in tale frangente alcuni soccorritori, tra cui il medico di gara Sid Watkins, riportarono ustioni. I mezzi antincendio, inoltre, arrivarono sul posto quando le fiamme erano ormai state domate.
L'estrazione del pilota, non ustionato ma esanime e chiaramente in condizioni gravissime, dall'abitacolo richiese ancora diverso tempo: per districare le lamiere contorte si fece anche ricorso a una motosega. Dopo oltre venti minuti Paletti fu finalmente estratto dal relitto dell'Osella e sottoposto a un tentativo di rianimazione (che secondo alcune fonti non fece altro che complicare ulteriormente il quadro clinico); quindi venne portato all'ospedale Royal Victoria, ove morì poco dopo il ricovero.
La versione autoptica ufficiale indicò tuttavia come decisiva per il decesso l'inalazione delle sostanze estinguenti; il pilota aveva inoltre subìto gravi lesioni a livello toracico, la frattura della gamba sinistra e della caviglia destra. Sulla vettura venne trovato il contagiri bloccato a 10.200, con la terza marcia inserita: la velocità al momento dell'impatto fu stimata tra i 160 e 170 km/h. Paletti, che avrebbe compiuto 24 anni due giorni dopo la gara, era un esordiente della F1 e aveva disputato un solo gran premio, quello di San Marino, dove però era partito dai box e non dalla griglia di partenza. Non qualificatosi nelle altre gare stagionali, in quella di Detroit, pur qualificato, non aveva preso il via dopo un incidente nel warm up. Era il secondo pilota che perdeva la vita in stagione, dopo il decesso di Gilles Villeneuve nelle qualifiche del Gran Premio del Belgio.

#### La gara dopo la seconda partenza
Dopo un'ora dall'incidente la pista venne sgomberata dai rottami si avviò una nuova partenza: l'Osella ritirò il secondo pilota Jarier, mentre Boesel e Pironi partirono col muletto. Geoff Lees, non avendo a disposizione la vettura di riserva, non partecipò alla seconda partenza.
Didier Pironi mantenne il comando della corsa seguito da René Arnoux, Alain Prost, Nelson Piquet e John Watson. Già alla fine del primo giro Arnoux riuscì a superare Pironi, in netta difficoltà col muletto; poco dopo, al tornantino del Casinò, Giacomelli, che procedeva a rilento a causa di una foratura, venne tamponato da Mansell: l'inglese, nell'impatto, si fratturò un polso e venne portato via in ambulanza. Nel corso del secondo giro Piquet prese la terza posizione a Prost, e la seconda a Pironi, un giro dopo.
Al nono giro il brasiliano superò anche Arnoux portandosi al comando della corsa, mentre Pironi perdeva sempre più posizioni, tanto che decise di rientrare ai box per la sostituzione delle gomme. Ora quarto scalava Eddie Cheever, seguito da Andrea De Cesaris e Riccardo Patrese. Il padovano passò il romano al giro 14, e anche l'italoamericano al giro 17.
Al ventinovesimo giro Arnoux finì in testacoda e fu costretto al ritiro. Nello stesso giro Patrese passò Prost, trovandosi così secondo. Due giri dopo anche Alain Prost si ritirò, col motore in fumo. Adesso Piquet guidava seguito da Patrese, con la Brabham aspirata, De Cesaris e Cheever.
A quattro giri dal termine Cheever rimase senza benzina e si ferma sul rettilineo d'arrivo, due giri dopo anche De Cesaris (terzo) e Derek Daly (quinto) subirono lo stesso inconveniente e devono fermarsi a bordo pista, ne approfittano John Watson che scalò al terzo posto ed Elio De Angelis al quarto.
La gara venne vinta da Nelson Piquet che, a solo sette giorni dalla non qualificazione di Detroit, ottenne la prima vittoria per un motore BMW. La casa tedesca era la sedicesima ad imporsi, come motorista, in una gara valida per il mondiale di F1. Seconda terminò invece l'altra Brabham, motorizzata Cosworth di Patrese, mentre sul podio salì anche Watson. Sesto, anche se ritirato, venne classificato De Cesaris.
Era dal Gran Premio d'Olanda 1968 che uno stesso costruttore non giungeva a podio con due vetture motorizzate da due motoristi diversi: all'epoca la Matra, con una monoposto a motore Ford Cosworth e una con proprio motore.

### Risultati
I risultati del gran premio furono i seguenti:
| Pos | No | Pilota             | Team                     | Giri | Tempo/Ritiro                  | Griglia | Punti |
| --- | -- | ------------------ | ------------------------ | ---- | ----------------------------- | ------- | ----- |
| 1   | 1  | Nelson Piquet      | Brabham-BMW              | 70   | 1h46'39"577                   | 4       | 9     |
| 2   | 2  | Riccardo Patrese   | Brabham-Ford Cosworth    | 70   | + 13"799                      | 8       | 6     |
| 3   | 7  | John Watson        | McLaren-Ford Cosworth    | 70   | + 1'01"836                    | 6       | 4     |
| 4   | 11 | Elio De Angelis    | Lotus-Ford Cosworth      | 69   | + 1 giro                      | 10      | 3     |
| 5   | 29 | Marc Surer         | Arrows-Ford Cosworth     | 69   | + 1 giro                      | 16      | 2     |
| 6   | 22 | Andrea De Cesaris  | Alfa Romeo               | 68   | Senza benzina                 | 9       | 1     |
| 7   | 5  | Derek Daly         | Williams-Ford Cosworth   | 68   | Senza benzina                 | 13      |       |
| 8   | 30 | Mauro Baldi        | Arrows-Ford Cosworth     | 68   | + 2 giri                      | 17      |       |
| 9   | 28 | Didier Pironi      | Ferrari                  | 67   | + 3 giri                      | 1       |       |
| 10  | 25 | Eddie Cheever      | Ligier-Matra             | 66   | Senza olio                    | 12      |       |
| 11  | 17 | Jochen Mass        | March-Ford Cosworth      | 66   | + 4 giri                      | 22      |       |
| NC  | 4  | Brian Henton       | Tyrrell-Ford Cosworth    | 59   | Non classificato              | 26      |       |
| Rit | 6  | Keke Rosberg       | Williams-Ford Cosworth   | 52   | Cambio                        | 7       |       |
| Rit | 18 | Raul Boesel        | March-Ford Cosworth      | 47   | Motore                        | 21      |       |
| Rit | 3  | Michele Alboreto   | Tyrrell-Ford Cosworth    | 41   | Motore                        | 15      |       |
| Rit | 15 | Alain Prost        | Renault                  | 30   | Motore                        | 3       |       |
| Rit | 16 | René Arnoux        | Renault                  | 28   | Testacoda                     | 2       |       |
| Rit | 10 | Eliseo Salazar     | ATS-Ford Cosworth        | 20   | Motore                        | 24      |       |
| Rit | 8  | Niki Lauda         | McLaren-Ford Cosworth    | 17   | Frizione                      | 11      |       |
| Rit | 26 | Jacques Laffite    | Ligier-Matra             | 8    | Alimentazione benzina         | 19      |       |
| Rit | 14 | Roberto Guerrero   | Ensign-Ford Cosworth     | 2    | Frizione                      | 20      |       |
| Rit | 23 | Bruno Giacomelli   | Alfa Romeo               | 1    | Collisione con N.Mansell      | 5       |       |
| Rit | 12 | Nigel Mansell      | Lotus-Ford Cosworth      | 1    | Collisione con B.Giacomelli   | 14      |       |
| Rit | 31 | Jean-Pierre Jarier | Osella-Ford Cosworth     | 0    | Ritiro volontario             | 18      |       |
| Rit | 32 | Riccardo Paletti   | Osella-Ford Cosworth     | 0    | Incidente fatale al primo via | 23      |       |
| Rit | 33 | Geoff Lees         | Theodore-Ford Cosworth   | 0    | Collisione al primo via       | 25      |       |
| NQ  | 9  | Manfred Winkelhock | ATS-Ford Cosworth        |      |                               |         |       |
| NQ  | 19 | Emilio de Villota  | March-Ford Cosworth      |      |                               |         |       |
| NQ  | 20 | Chico Serra        | Fittipaldi-Ford Cosworth |      |                               |         |       |

## Classifiche

### Piloti
| Pos. | Pilota             | Punti |
| ---- | ------------------ | ----- |
| 1    | John Watson        | 30    |
| 2    | Didier Pironi      | 20    |
| 3    | Riccardo Patrese   | 19    |
| 4    | Alain Prost        | 18    |
| 5    | Keke Rosberg       | 17    |
| 6    | Niki Lauda         | 12    |
| 7    | Nelson Piquet      | 11    |
| 8    | Eddie Cheever      | 10    |
| 9    | Michele Alboreto   | 10    |
| 10   | Elio De Angelis    | 10    |
| 11   | Nigel Mansell      | 7     |
| 12   | Carlos Reutemann   | 6     |
| =    | Gilles Villeneuve  | 6     |
| 14   | Andrea De Cesaris  | 5     |
| 15   | René Arnoux        | 4     |
| 16   | Jean-Pierre Jarier | 3     |
| 17   | Derek Daly         | 3     |
| 18   | Manfred Winkelhock | 2     |
| =    | Eliseo Salazar     | 2     |
| =    | Marc Surer         | 2     |
| 21   | Chico Serra        | 1     |
| =    | Jacques Laffite    | 1     |

### Costruttori
| Pos. | Team                     | Punti |
| ---- | ------------------------ | ----- |
| 1    | McLaren-Ford Cosworth    | 42    |
| 2    | Ferrari                  | 26    |
| 3    | Williams-Ford Cosworth   | 26    |
| 4    | Renault                  | 22    |
| 5    | Brabham-Ford Cosworth    | 19    |
| 6    | Lotus-Ford Cosworth      | 17    |
| 7    | Brabham-BMW              | 11    |
| 8    | Ligier-Matra             | 11    |
| 9    | Tyrrell-Ford Cosworth    | 10    |
| 10   | Alfa Romeo               | 5     |
| 11   | ATS-Ford Cosworth        | 4     |
| 12   | Osella-Ford Cosworth     | 3     |
| 13   | Arrows-Ford Cosworth     | 2     |
| 14   | Fittipaldi-Ford Cosworth | 1     |